# 佐藤文康
佐藤 文康（さとう ふみやす、1976年8月25日 - ）は、TBSテレビのチーフアナウンサー。

## 来歴・人物
静岡県富士市出身。静岡県立富士高等学校、早稲田大学人間科学部スポーツ科学科（現・スポーツ科学部）卒業。
1999年4月、TBSにアナウンサー34期生として入社。同期入社は豊田綾乃と海保知里、ディレクターの千野晴己、プロデューサーの福岡大司がいる。
妻は女優のみれいゆ。

## エピソード
- 1991年の第18回全日本中学校陸上競技選手権大会に出場し、800mで全国優勝を果たす。
- 早稲田大学時代は競走部に所属。同部の同期には日本テレビ元アナウンサーの新谷保志、現在テレビ朝日に勤務する酒井秀行[4]らがいる。
- 2010年6月には、2010 FIFAワールドカップ中継のため南アフリカ滞在中に長女が誕生している。
- 長らくスーパーサッカーを担当するなど、サッカーとのかかわりが深い。スーパーサッカーのメインキャスター・加藤浩次からも「文康はサッカー（番組）やらなきゃだめだよ」とコメントされている。
- 2005年に行われた世界陸上ヘルシンキ大会の女子棒高跳び決勝でエレーナ・イシンバエワが世界新記録を更新した跳躍の際に「ワールドレコードアーティスト」と実況した。このフレーズは以降の世界陸上中継でイシンバエワのキャッチフレーズとして使われ続けている。
- 2007年、女優のみれいゆと結婚。5月6日に婚姻届を提出し、10月7日に都内で披露宴を行った。結婚の3年前にスポーツキャスターの荻原次晴の紹介で知り合い、交際をスタートした。
- 青山学院大学で箱根駅伝出場を目指していた田中悠登に声をかけ、アナウンサーになるきっかけを作った[5]。

## 現在の出演番組

### テレビ
- アスリート夢共演（2022年4月4日 - ）
- 賞金奪い合いネタバトル ソウドリ〜SOUDORI～（ナレーター、2022年10月3日 - ）
- スポーツ中継（サッカー、陸上競技、野球、ゴルフ、バレーボール、スポーツクライミング、障害者スポーツなど）

### ラジオ
- 森本毅郎・スタンバイ!（スポーツスタンバイ／不定期）
- パンサー向井の＃ふらっと（ニュースキャスター／不定期、2022年4月 - ）

## 主な実況実績
- オリンピック中継（ロンドン、リオ、東京）※ロンドンはラジオ中継
- FIFAサッカーワールドカップ中継（ドイツW杯ラジオ実況、南アフリカW杯、ロシアW杯）
  - 南アフリカW杯　決勝トーナメント1回戦ドイツ×イングランドなどを実況
  - ロシアW杯　コロンビア×日本のラジオ実況
- 2010年アジア大会サッカー競技　決勝を除くすべての日本戦を実況担当（決勝のみ他の仕事のため清水大輔が担当）
- 2017日本シリーズ・DeNA×ソフトバンク第4戦
- 2018年アジア大会（競泳、陸上など）
- 世界陸上競技選手権大会
- マスターズ・トーナメント
- 高校女子サッカー
- 全日本実業団対抗女子駅伝競走大会
- 全日本実業団対抗女子駅伝競走大会予選会
- ダイキンオーキッドレディスゴルフトーナメント
- S☆1 BASEBALL

## 過去の出演番組

### テレビ
- はなまるマーケットはなまるアナ[6][7]
- エクスプレス[6][7]
- JNNニュースの森（スポーツコーナー）
- ジャスト（ジャストキャッチ担当）
- スーパーサッカー
- 総力報道!THE NEWS（木・金曜のスポーツコーナー司会。2009年10月1日 - 2010年3月26日。他曜日は岡村仁美が担当）
- S☆1（2012年4月1日未明（3月31日深夜） - 2017年3月27日未明（26日深夜））
- JNNフラッシュニュース（不定期）
- 炎の体育会TV（不定期）
- SASUKE

### ラジオ
- スポーツBOMBER![6][7]
- 宮川賢のカストリRADIO 2000GT（2000年4月 - 9月）中継レポーター[6][7]
- TBSラジオ エキサイトベースボール（実況・リポーターを担当、2017年限りで放送を終了）
- エキサイトベースボールマネージャーズ
- 伊集院光とらじおと（ニュース／不定期)